# 中村藍子
中村 藍子（なかむら あいこ, 1983年12月28日 - ）は、大阪府大阪市天王寺区出身の女子プロテニス選手。現役時はニッケに所属していた。大阪市立高津中学校、樟蔭東高等学校卒業。ベースライン・プレーヤーで、フォアハンド・ストローク、バックハンド・ストロークとも両手打ちの選手。自己最高ランキングはシングルス47位、ダブルス64位。身長163cm、体重56kg。

## 来歴
5歳からテニスを始め、高校卒業後の2002年から本格的にツアーに出場を始める。2005年の全豪オープンで4大大会デビューを果たす。予選3試合を勝ち上がって本戦出場権を獲得し、本戦でも初戦突破を果たした。この時は続く2回戦で第10シードのアリシア・モリク（オーストラリア）に 2-6, 4-6 で敗れている。この年から女子テニス国別対抗戦・フェドカップの日本代表選手入りも果たし、4月第3週の「ワールドグループ2部」1回戦のチェコ戦でシングルスに抜擢された。この時は16歳になったばかりのニコル・バイディソバに敗れた。2005年度の4大大会では、全仏オープンのみ初戦敗退に終わったが、ウィンブルドン・全米オープンでは2回戦進出を果たした。ウィンブルドン2回戦ではアナスタシア・ミスキナ、全米オープン2回戦ではナディア・ペトロワなど、実力者たちに果敢な挑戦を見せた。11月の全日本テニス選手権では第1シードであったが、準々決勝で第8シードの米村知子に 6-7, 4-6 で敗れてしまった。
2006年の全豪オープンで、中村は初めての4大大会3回戦進出を果たしたが、第7シードのパティ・シュナイダー（スイス）に 2-6, 3-6 で敗れた。その後全仏オープン・ウィンブルドンとも初戦敗退に終わったが、7月15日-16日にかけて東京・有明コロシアムで行われたフェドカップの「ワールドグループ・プレーオフ」で日本はオーストリアに5戦全勝で勝ち、2007年度フェド杯で「ワールドグループ」（最上位グループ、8ヶ国で構成）の出場権を獲得した。日本にとっては1997年以来10年ぶりとなるワールドグループ復帰を決めた団体戦で、中村はシングルス第3試合でオーストリア代表のバルバラ・シュワルツを 6-2, 7-5 で破った。4大大会年間最終戦の全米オープンでは、2回戦で第16シードのアナ・イバノビッチ（セルビア）に敗れる。10月第2週の「ジャパン・オープン」で、中村は初めてのWTAツアー大会決勝進出を果たしたが、第1シードのマリオン・バルトリ（フランス）に 6-2, 2-6, 2-6 の逆転で敗れて準優勝に終わった。バルトリもフォアハンド・ストローク、バックハンド・ストロークとも両手打ちの選手で、フォア・バックとも両手打ちの選手どうしで行われた女子ツアーの決勝戦は史上初めての出来事であった。
2007年の全豪オープンでは、1回戦でギリシャのエレニ・ダニリドゥ、2回戦でインドのサニア・ミルザを破って3回戦進出を果たしたが、3回戦で第6シードのマルチナ・ヒンギスに敗れた。同年の全米オープンでは、1回戦で第5シードのアナ・イバノビッチ（セルビア）に 1-6, 1-6 で完敗した。
2008年の「カンガルーカップ国際女子オープン」（岐阜市開催）で、第1シードの中村はシングルス準々決勝で12年ぶりにプロ復帰を果たした37歳のクルム伊達公子に 6-7, 6-4, 3-6 で敗れた。伊達には翌週の福岡大会で雪辱を果たしている。全仏オープンでは、1回戦で第4シードのスベトラーナ・クズネツォワに 2-6, 3-6 で敗退した。
2009年ごろからは2度の膝の手術を受け大会に出場出来ない状態が続き、2010年にはランキングからも除外されていた。その後は女子ツアー下部大会を中心に出場していたが、2012年全米オープンの予選1回戦で敗れた試合が最後の出場になり、2012年11月に現役引退を発表した。
2011年12月、自身の専属コーチである古賀公仁男と結婚した。2014年6月に第1子の長女を出産した。

## WTAツアー決勝進出結果

### シングルス: 1回 (0勝1敗)
| 大会グレード         |
| -------------------- |
| グランドスラム (0–0) |
| ティア I (0–0)       |
| ティア II (0–0)      |
| ティア III (0–1)     |
| ティア IV & V (0–0)  |

| 結果   | No. | 決勝日        | 大会 | サーフェス | 対戦相手           | スコア        |
| ------ | --- | ------------- | ---- | ---------- | ------------------ | ------------- |
| 準優勝 | 1.  | 2006年10月8日 | 東京 | ハード     | マリオン・バルトリ | 6–2, 2–6, 2–6 |

### ダブルス: 1回 (0勝1敗)
| 結果   | No. | 決勝日        | 大会 | サーフェス | パートナー | 対戦相手                              | スコア          |
| ------ | --- | ------------- | ---- | ---------- | ---------- | ------------------------------------- | --------------- |
| 準優勝 | 1.  | 2008年10月4日 | 東京 | ハード     | 森田あゆみ | ジル・クレイバス マリナ・エラコビッチ | 6-4, 5-7 [6-10] |

## 4大大会シングルス成績
略語の説明
| W | F | SF | QF | #R | RR | Q# | LQ | A | Z# | PO | G | S | B | NMS | P | NH |

W=優勝, F=準優勝, SF=ベスト4, QF=ベスト8, #R=#回戦敗退, RR=ラウンドロビン敗退, Q#=予選#回戦敗退, LQ=予選敗退, A=大会不参加, Z#=デビスカップ/BJKカップ地域ゾーン, PO=デビスカップ/BJKカッププレーオフ, G=オリンピック金メダル, S=オリンピック銀メダル, B=オリンピック銅メダル, NMS=マスターズシリーズから降格, P=開催延期, NH=開催なし.
| 大会           | 2004 | 2005 | 2006 | 2007 | 2008 | 2009 | 2010 | 2011 | 2012 | 通算成績 |
| -------------- | ---- | ---- | ---- | ---- | ---- | ---- | ---- | ---- | ---- | -------- |
| 全豪オープン   | LQ   | 2R   | 3R   | 3R   | 1R   | LQ   | A    | LQ   | A    | 5–4      |
| 全仏オープン   | LQ   | 1R   | 1R   | 1R   | 1R   | LQ   | A    | A    | A    | 0–4      |
| ウィンブルドン | LQ   | 2R   | 1R   | 2R   | 1R   | 1R   | A    | A    | A    | 2–5      |
| 全米オープン   | LQ   | 2R   | 2R   | 1R   | 1R   | A    | A    | A    | LQ   | 2–4      |